# Cristo Rey, delstaten Mexiko
Cristo Rey är en ort i kommunen Lerma i delstaten Mexiko i Mexiko. Samhället hade 231 invånare vid folkräkningen år 2020.